# جرج گری (بازیکن فوتبال، زاده ۱۸۹۴)
جرج گری (انگلیسی: George Gray; ۴ ژانویهٔ ۱۸۹۴ –1972) بازیکن فوتبال اهل بریتانیا بود.
از باشگاه‌هایی که در آن بازی کرده‌است می‌توان به باشگاه فوتبال نورث‌همپتون تاون، باشگاه فوتبال سوانزی سیتی، و باشگاه فوتبال بری اشاره کرد.